# Pino Mercanti
Pino Mercanti, all'anagrafe Giuseppe Mercanti (Palermo, 16 febbraio 1911 – Roma, 3 settembre 1986), è stato un regista e sceneggiatore italiano.

## Biografia
Nato a Palermo nel 1911, si trasferì a Roma, all'inizio degli anni Trenta per entrare nel mondo del cinema come assistente al montaggio e successivamente come aiuto regista.
Nel 1943 la casa di produzione siciliana Sicania-SCP gli offrì di dirigere il suo primo film, All'ombra della gloria, realizzato quasi interamente nell'isola, sul tema dello sbarco dei Mille. La pellicola venne regolarmente distribuita nelle sale solo nella stagione 1950-51 dopo varie vicissitudini.
Nell'immediato Dopoguerra con la casa di produzione Organizzazione Filmistica Siciliana (O.F.S.) girò Malacarne, ancora ambientato in Sicilia, con protagonista un pescatore di tonni, interpretato da Otello Toso, e poi i due film I cavalieri dalle maschere nere (I Beati Paoli) e Il principe ribelle tratti dai due romanzi di Luigi Natoli I Beati Paoli e Coriolano della Floresta.  Successivamente diresse numerosi altri film, in prevalenza strappalacrime, cappa e spada, storici, di spionaggio e western. Realizzò anche alcuni film musicarelli interpretati da famosi cantanti degli anni cinquanta come Claudio Villa, Achille Togliani e Katyna Ranieri.
Terminò la carriera di regista nel 1970, con il poliziesco Il clandestino ambientato negli USA d'inizio Novecento. Morì a Roma nel 1986.

## Filmografia

### Regista
- Nubi (1933)
- All'ombra della gloria (1943)
- Malacarne (1946)
- I cavalieri dalle maschere nere (I Beati Paoli) (1947)
- Il principe ribelle (1947)
- La vendetta di una pazza (1951)
- La carovana del peccato (1952)
- Serenata amara (1952)
- La voce del sangue (1952)
- I cinque dell'Adamello (1954)
- Lacrime d'amore (1954)
- Agguato sul mare (1955)
- Primo applauso (1957)
- Ricordati di Napoli (1957)
- L'ultima canzone (1958)
- Il cavaliere dai cento volti (1960)
- Il duca nero (1963)
- Tre dollari di piombo (1964)
- Le maledette pistole di Dallas (1964)
- Il vendicatore mascherato (1964)
- Cifrato speciale (1968)
- Il clandestino (1970)

### Sceneggiatore
- Roma città libera, regia di Marcello Pagliero (1946)
- I fuorilegge, regia di Aldo Vergano (1950)